# Freycinetia microdonta
Freycinetia microdonta är en enhjärtbladig växtart som beskrevs av Ugolino Martelli. Freycinetia microdonta ingår i släktet Freycinetia och familjen Pandanaceae. Inga underarter finns listade.